# Christophe Kern

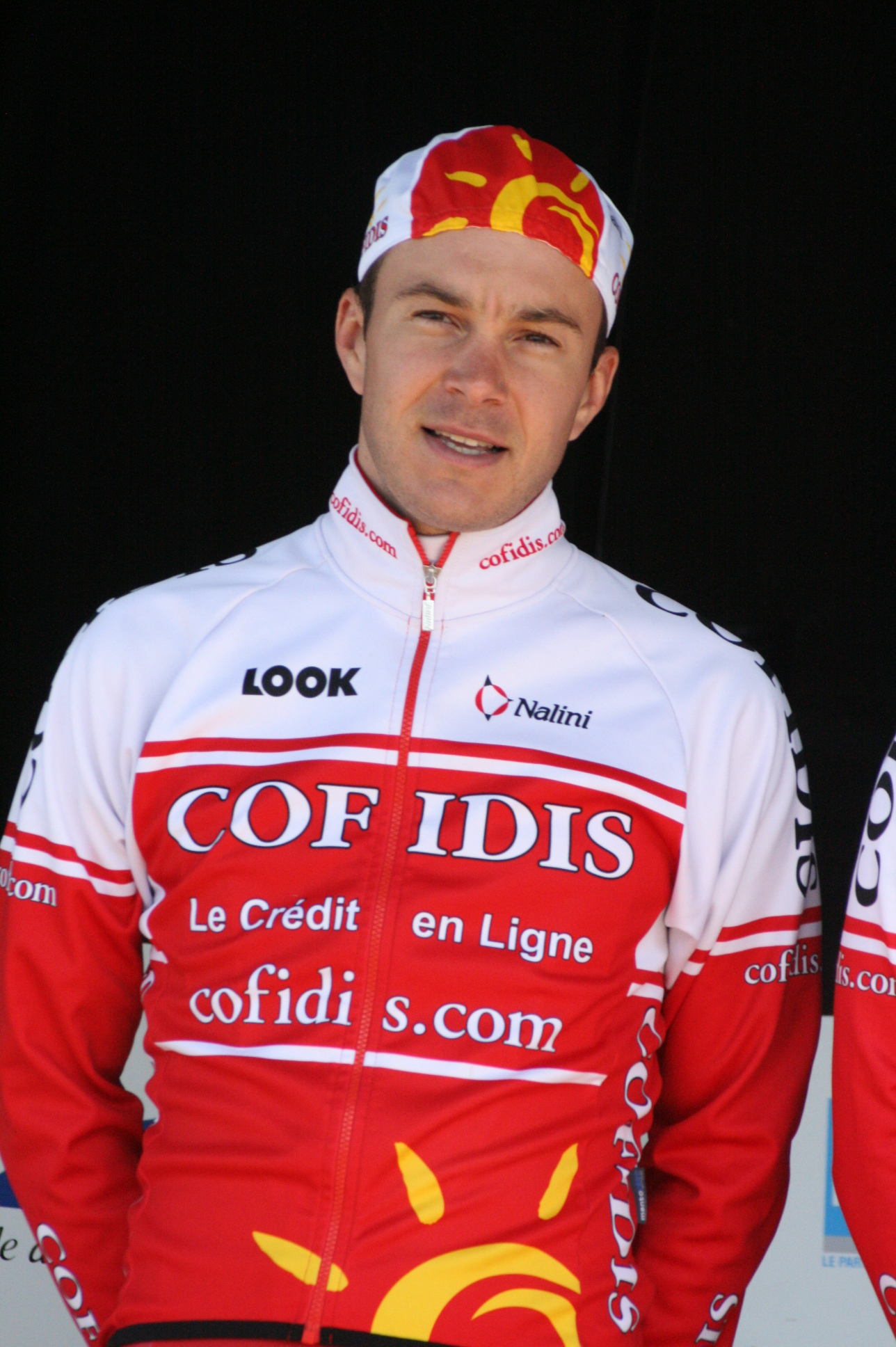
Christophe Kern bei den Vier Tagen von Dünkirchen 2010

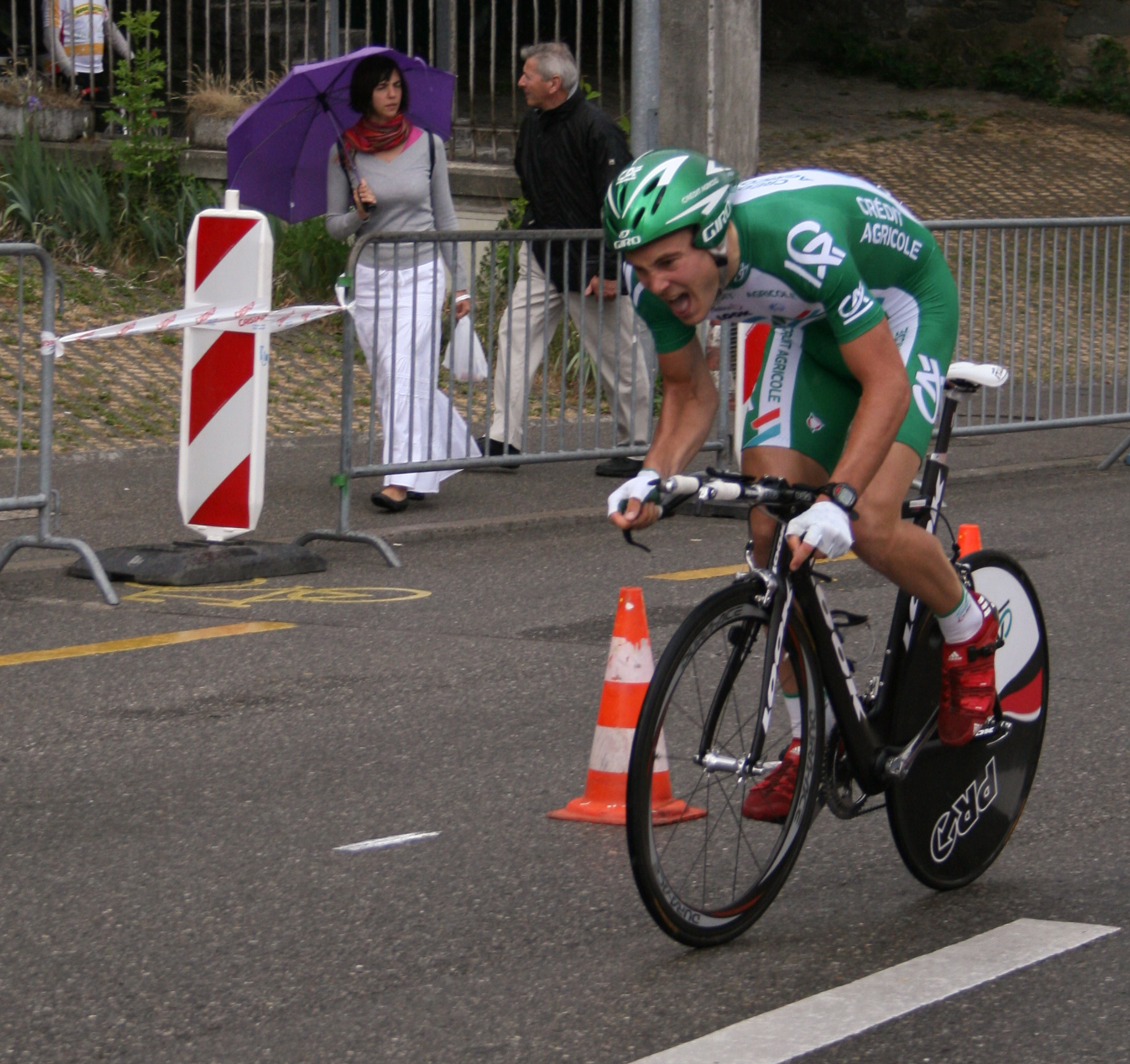
Christophe Kern bei der Tour de Romandie 2007

Christophe Kern (* 18. Januar 1981 in Wissembourg) ist ein ehemaliger französischer Radrennfahrer.
Kern gewann bei den UCI-Straßen-Weltmeisterschaften 1999 in Verona die Bronzemedaille im Straßenrennen der Junioren hinter Damiano Cunego und Ruslan Kajumow. Daraufhin fuhr er zum Saisonende 2000 bei La Française des Jeux als Stagiaire und in derselben Rolle im folgenden Jahr bei Bonjour. Er siegte bei Lüttich–Bastogne–Lüttich Espoirs und bekam für die folgende Saison seinen ersten Profivertrag bei Brioches La Boulangère. In seinem ersten Jahr konnte er den Grand Prix Rudy Dhaenens gewinnen. Ein Jahr später entschied er eine Etappe der Tour de l’Avenir für sich. 2011 gewann er eine Etappe des Critérium du Dauphiné und wurde französischer Meister im Einzelzeitfahren, bevor er nach Ablauf der Saison 2014 seine Karriere beendete.

## Erfolge
2002
- Lüttich–Bastogne–Lüttich Espoirs

2003
- Grand Prix Rudy Dhaenens

2004
- eine Etappe Tour de l’Avenir

2011
- eine Etappe Critérium du Dauphiné
- Französischer Meister – Zeitfahren

## Teams
- 2003 Brioches La Boulangère
- 2004 Brioches La Boulangère
- 2005 Bouygues Télécom
- 2006 Bouygues Télécom
- 2007 Crédit Agricole
- 2008 Crédit Agricole
- 2009 Cofidis, le Crédit en Ligne
- 2010 Cofidis, le Crédit en Ligne
- 2011 Team Europcar
- 2012 Team Europcar
- 2013 Team Europcar
- 2014 Team Europcar